# Новаки (зупинний пункт)
Новаки — пасажирська зупинна платформа Коростенського напрямку Коростенської дирекції залізничних перевезень Південно-Західної залізниці. Розташована біля села Новаки. 
Платформа розміщується між зупинною платформою Стремигород (відстань - 3 км) та станцією Шатрище (відстань - 5 км). Відстань від станції Київ-Пасажирський — 144,4 км.
Лінія, на якій розташовано платформа, відкрита 1902 року як складова залізниці Київ — Ковель. 
Зупинний пункт Новаки виник 1954 року. Електрифіковано лінію, на якій розташована станція, 1983 року.